# Finlands statsskick
Finlands statsskick är en konstitutionell republik. De högsta statsorganen i Finland är riksdagen, republikens president och statsrådet, d.v.s. regeringen. Riksdagen och regeringen har ett parlamentariskt förhållande, vilket innebär att regeringen måste åtnjuta riksdagens förtroende.

## Statens högsta förvaltningsorgan
I Finland utövas den högsta beslutsmakten av riksdagen och dess 200 ledamöter. Val till riksdagen sker vart fjärde år genom ett direkt och proportionellt val. Riksdagens viktigaste uppgifter är att stifta lagar, fatta beslut om statens budget samt godkänna internationella fördrag som gäller Finland. Riksdagen, som utövar den lagstiftande makten, utövar kontroll över regeringen, som i sin tur innehar den högsta verkställande makten.
Regeringen utgörs av statsministern och ett antal andra ministrar. Ministrarna leder sina ministerier och deras verksamhetsområden. Det finns för närvarande 19 ministerier. Förutom att utöva den högsta verkställande makten leder regeringen utrikespolitiken tillsammans med presidenten. Dessutom bereder den statens budget och lagförslag som riksdagen godkänner. 
Presidenten väljs vart sjätte år genom ett direkt val som vid behov består av två omgångar. En andra omgång genomförs i det fall att ingen kandidat får över hälften av rösterna i den första valomgången. Då genomförs den andra omgången mellan de två kandidater som fick flest röster. Samma person kan väljas högst för två perioder i följd. Presidenten stadfäster de lagar och statens budget, som riksdagen har godkänt. Presidenten utnämner statsministern som riksdagen valt och därefter ministrar efter statsministerns förslag. Presidenten leder utrikespolitiken i samarbete med regeringen samt är överbefälhavare för Finlands försvarsmakt.

## Statens centralförvaltning
Statens centralförvaltning består av ministerierna och de riksomfattande ämbetsverken och inrättningarna inom deras förvaltningsområden. Totalt uppgår antalet organisationer i centralförvaltningen till ca 100. Statens centralförvaltning verkställer och iakttar i sin verksamhet de lagar som riksdagen stiftat och svarar för utveckling av förvaltningen.
Ministerierna är de administrativa och politiska experterna inom sina verksamhetsområden. Ministerierna utövar regeringens verkställande makt inom sina verksamhetsområden. Ministerierna har en central ställning i beredning och utveckling av lagstiftningen innan lagarna beslutas av riksdagen. Till ministeriernas uppgifter hör även utveckling, styrning och tillsyn över ämbetsverken och inrättningarna inom deras verksamhetsområden. Dessutom utvecklar ministerierna offentlig service i nära samarbete med regionförvaltningen och kommunerna.
Ämbetsverk och inrättningar som lyder under statens centralförvaltning finns inom alla ministeriers verksamhetsområde. Förutom förvaltningsuppgifter sköter de bl.a. statistikproduktion, informationsförvaltning och registrering samt utvecklar bestämda verksamhetsområden och ser till att information som produceras inom området görs tillgänglig för hela samhället.

## Statens region- och lokalförvaltning
Statens regionförvaltningsmyndigheter är ämbetsverk som styrs av ministerierna: regionförvaltningsverken (RFV) samt närings-, trafik- och miljöcentralerna (NTM-centralerna). Regionförvaltningsverket främjar regional likabehandling genom att svara för lagstiftningsmässiga verkställighets-, styrnings- och tillsynsuppgifter inom regionerna. Närings-, trafik- och miljöcentralerna främjar regional utveckling genom att sköta statsförvaltningens verkställighets- och utvecklingsuppgifter inom sin region. Centralerna främjar utvecklingen av en god livsmiljö och näringslivets konkurrenskraft.
Statens lokalförvaltningsuppgifter handhas i huvudsak av: polisinrättningarna, magistraterna, utsökningsverken, åklagarämbetena, arbets- och näringsbyråerna, skattebyråerna, tullen, rättshjälpsbyråerna och Folkpensionsanstalten.

## Indirekt offentlig förvaltning
Den indirekta offentliga förvaltningen kompletterar och stöder myndigheterna i skötseln av deras uppgifter. Indirekt offentlig förvaltning är alltså organisationer som inte är myndigheter men som tar hand om offentliga uppgifter eller utövar offentlig makt. Uppgifter som innebär betydande utövning av offentlig makt får enligt grundlagen dock ges endast myndigheter. 
Den indirekta offentliga förvaltningen kan sköta offentliga serviceuppgifter eller förvaltningsuppgifter, som tillstånds- eller finansieringsbeslut och tillsyn. Till exempel jaktvårdsdistrikten har befogenheter att bevilja jakttillstånd. Offentliga serviceuppgifter är till exempel tjänster som hänför sig till underhåll av välfärdstjänster. Genom att styra offentlig makt och skötsel av offentliga uppgifter till den indirekta offentliga förvaltningen försöker man öka flexibiliteten i deras verksamhet och därigenom tillgången till service.
Till den indirekta offentliga förvaltningen hör flera inrättningar, föreningar, bolag eller stiftelser, till exempel bolag som sköter besiktning av bilar, Pensionsskyddscentralen och Veikkaus.

## Domstolar
Till rättsväsendet hör oberoende domstolar, advokatväsendet och statliga rättshjälpsbyråer, i brottmål åklagarväsendet samt utsökningsmyndigheterna och Brottspåföljdsmyndigheten, vilka svarar för verkställigheten av straff och beslut som domstolarna meddelar. Polisen hör inte till rättsväsendet, men till dess uppgifter hör förundersökningen, som är det första skedet av den juridiska utredningen av ett brott. 
Domstolarna utövar självständig dömande makt i enlighet med maktdelningsläran. De avgör vad som är lagenligt i ett enskilt ärende. Domstolarna är oberoende och binds endast av gällande rätt. Politiska aktörer, som partierna eller riksdagen, förvaltningen eller någon annan utomstående instans kan inte ingripa i deras avgöranden. 
Polisen har rätt till dömande makt i bötesförfarande. Större delen av domarna utfärdas genom bötesförfarande utan domstolsbeslut.